# Írán na Letních olympijských hrách 1964
Írán na Letních olympijských hrách 1964 v japonském Tokiu reprezentovalo 63 sportovců v 10 sportech.

## Medailisté
| Medaile | Jméno                   | Sport | Disciplína               |
| ------- | ----------------------- | ----- | ------------------------ |
| Bronz   | Ali Akbar Heidari       | Zápas | Muži volný styl do 52 kg |
| Bronz   | Mohammad Ali Sanatkaran | Zápas | Muži volný styl do 78 kg |